# Jane Jade
Jane Jade（ジェーン・ジェイド）は、シンガーソングライターの藤原さくらと優河の二人によって結成された日本の音楽ユニット。結成は2023年。

## メンバー
- 藤原さくら
- 優河

## 概要
優河の音楽を愛聴していた藤原さくらが自身のラジオ番組「HERE COMES THE MOON」で優河の曲を取り上げたことがきっかけで二人の交流が始まる。その後、2023年5月に開催された音楽フェス「麦ノ秋音楽祭2023」で二人のセッションが実現したことから「Jane Jade」の結成へといたる。2023年12月13日、1stシングル「moonlight」をリリース。
ユニット名は優河のマネージャーのアイデアと優河が好きな翡翠（ジェイド）を組み合わせたものから来ており、Jane Jadeという一人の女性を仮想している。二人の歌声が重なった時に「ひとつの声」のように聴こえたことから、デュエットのようにセクションごとに歌い分けてサビで一緒にハモるような形ではなく、複数のハモリのパターンを重ねてはいるが基本的に最初から最後までユニゾンで歌っている。

## ディスコグラフィ

### デジタルシングル
| # | タイトル  | 発売日         | 備考                                             |
| - | --------- | -------------- | ------------------------------------------------ |
| 1 | moonlight | 2023年12月13日 | 作詞作曲は優河。ウクレレで作曲された英語詞の曲。 |
| 2 | 季節の音  | 2024年1月17日  | 作曲は藤原さくら、作詞は優河。                   |

### アナログ作品
| リリース日    | タイトル           | 販売形態        | 初収録アルバム | 備考                           |
| ------------- | ------------------ | --------------- | -------------- | ------------------------------ |
| 2024年1月24日 | moonlight/季節の音 | 7インチシングル | -              | ツアーグッズとして販売された。 |